# Edgar Whitcomb
Edgar Doud Whitcomb, né le 6 novembre 1917 et mort le 4 février 2016 était un avocat, écrivain et homme politique américain, qui a été le 43e gouverneur de l'Indiana. Son mandat de gouverneur a marqué le début d'une rupture majeure au sein du Parti républicain de l'Indiana, les républicains urbains étant devenus plus nombreux que les républicains ruraux, ce qui a entraîné un changement de priorités dans la direction du parti.
Whitcomb se heurte à l'opposition du président de la Chambre Otis R. Bowen, qui préconise un certain nombre de mesures et le contrôle de la direction du parti. Malgré son opposition, Whitcomb a réussi à augmenter les recettes fiscales de 8 % sans augmenter les taux d'imposition grâce à l'amélioration des techniques de collecte et d'audit, a créé un panel de chefs d'entreprise pour recommander des réformes gouvernementales visant à accroître l'efficacité qui ont permis à l'État de réduire ses effectifs de 10 % et s'est battu pour un certain nombre de mesures d'économie budgétaire principalement par la réduction des salaires des employés de l'État et des dépenses dans des domaines non essentiels.
Après avoir quitté ses fonctions, Whitcomb s'est présenté au Sénat américain en 1976, mais a été battu lors des primaires républicaines par le maire d'Indianapolis, Richard Lugar. Whitcomb a repris la pratique du droit et s'est installé à Seymour, dans l'Indiana. En 1985, il prend sa retraite, divorce de sa femme de trente-six ans et se lance dans la voile. Il a fait le tour de la Méditerranée et de l'Atlantique en 1990 et a fait le tour du monde en 1995, sans pouvoir revenir à son point de départ exact, car son bateau s'est échoué sur un récif dans le golfe de Suez. Après deux jours de tentatives pour libérer le navire, il a pris la décision de l'abandonner. De retour dans l'Indiana, il s'est installé en 2000 dans une cabane en rondins isolée sur les rives de l'Ohio, dans la forêt nationale de Hoosier (en), près de Rome (en), toujours en Indiana. Il se marie une seconde fois en 2013 et meurt en 2016, à l'âge de 98 ans.

## Biographie

### Famille et carrière militaire
Whitcomb est né le 6 novembre 1917 à Hayden, en Indiana. Il est le deuxième enfant et le premier fils de John Whitcomb et Louise Doud Whitcomb. Jeune homme extraverti et athlétique, il était membre de l'équipe de basket-ball de son lycée. Il est entré à l'université de l'Indiana en 1939 pour étudier le droit, mais a quitté l'école pour rejoindre l'armée au début de la Seconde Guerre mondiale.
Il s'est engagé dans l'armée de l'air américaine en 1940 et a été déployé sur le théâtre du Pacifique. Il est nommé sous-lieutenant en 1941 et devient navigateur aérien. Il a effectué deux tours de service aux Philippines et a été promu au rang de premier lieutenant. Pendant la campagne des Philippines, la base de Whitcomb a été envahie ; il a été capturé par les Japonais et a été battu et torturé par ses ravisseurs, mais il a pu s'échapper. Recapturé quelques jours plus tard, il s'est échappé une seconde fois et a été chassé pendant plusieurs jours encore, mais il a pu échapper à ses poursuivants. Il s'est échappé en nageant toute la nuit dans des eaux infestées de requins jusqu'à une île non occupée par l'armée japonaise. Il réussit finalement à obtenir un passage vers la Chine sous un nom d'emprunt où il prend contact avec l'armée américaine et est rapatrié en décembre 1943. Il a écrit un livre sur son expérience intitulé « Escape from Corregidor, publié en 1958,. Il a été démobilisé en 1946, mais il est resté dans les forces militaires de réserve jusqu'en 1977, avec le grade de colonel.
Après la guerre, il est retourné à la Robert H. McKinney School of Law de l'université de l'Indiana, où il a obtenu son diplôme. Il rencontre et épouse Patricia Dolfuss le 10 mai 1953, et le couple a cinq enfants.

### Débuts en politique
Whitcomb était membre du parti républicain. Il a été élu pour la première fois à une fonction publique en 1950. Il a siégé pendant trois ans au Sénat de l'État de l'Indiana avant de démissionner pour commencer à pratiquer le droit. Les sessions de l'Assemblée générale de l'Indiana se tenaient tous les deux ans pendant qu'il était membre de cet organe législatif ; aucune session n'était prévue pendant qu'il était encore en fonction,.
Whitcomb a passé l'examen du barreau en 1954 et a commencé à exercer. Il a créé un cabinet d'avocats prospère à North Vernon, mais au cours des années suivantes, il a déménagé son cabinet, ayant des bureaux à Seymour et à Indianapolis. Sa pratique du droit l'a aidé à se constituer une base politique pour se présenter à des élections dans tout l'État.
En 1966, M. Whitcomb a été élu secrétaire d'État de l'Indiana, un poste qu'il a utilisé comme tremplin pour sa carrière politique. Il a été nommé par le gouverneur de l'Indiana pour siéger à la Great Lakes Compact Commission, une commission composée de représentants des États des Grands Lacs qui supervisent des projets communs pour la préservation et le développement des Grands Lacs. Il a occupé les deux postes simultanément jusqu'à sa démission en décembre 1968,.

### Carrière de gouverneur

#### Élections et luttes intestines
Lors de la convention de l'État républicain de 1968, Whitcomb a été en compétition pour remporter la nomination au poste de gouverneur avec Otis R. Bowen, leader de la minorité à la Chambre des représentants de l'Indiana (en), et Earl Butz, futur secrétaire à l'agriculture. Soutenu par les chefs de parti de plusieurs grands comtés, Whitcomb a vaincu Bowen et Butz pour obtenir la nomination. Bowen, après avoir été nommé gouverneur en 1972, a préconisé la nomination des candidats au poste de gouverneur et de sénateur des États-Unis par des élections primaires. L'adversaire de Whitcomb aux élections générales était le candidat démocrate Robert L. Rock (en), et la campagne s'est largement concentrée sur la politique fiscale et les questions nationales. Bien que les démocrates aient obtenu de fortes majorités au sein du gouvernement de l'État lors des deux dernières élections, l'élection de 1968 a permis aux républicains de revenir au pouvoir, leur donnant de fortes majorités à l'Assemblée générale et une victoire dans toutes les élections au Congrès et dans l'État, sauf une. Whitcomb a été l'un des vainqueurs et a pris ses fonctions le 13 janvier 1969,.
Au cours de son mandat, l'État a adopté un nouveau système de district qui, pour la première fois, a accordé plus de sièges aux zones urbaines à l'Assemblée générale de l'Indiana. La situation créée par ce nouveau développement a provoqué une scission au sein du parti entre les républicains urbains et ruraux. Les républicains urbains et leurs représentants ont eu tendance à favoriser l'augmentation des services fournis par le gouvernement et des dépenses, tandis que les républicains ruraux ont eu tendance à favoriser la réduction des dépenses et un gouvernement plus limité. Whitcomb se retrouva dans le parti des républicains ruraux, tandis que Bowen, qui était devenu président de la Chambre, devint un leader parmi les membres urbains. Whitcomb opposa son veto à un certain nombre de projets de loi de dépenses adoptés par l'assemblée et commença une lutte pour le contrôle de la direction du parti. Whitcomb subit un revers politique retentissant le 25 novembre 1970, lorsque les aides ne parviennent pas à bloquer ce que l'Indianapolis News (en) appelle « un vote unanime » pour élire l'ancien partisan de Whitcomb et trésorier d'État John K. Snyder au poste de président du parti républicain. Le 25 novembre, l'Indianapolis Star, sous le titre « Snyder à la tête du GOP », a fait la chronique du désastre politique de Whitcomb. Soulignant l'ampleur de la défaite, le président de l'époque, Richard Nixon, écrivit personnellement à Snyder le 15 décembre 1970 pour lui exprimer son soutien personnel. Plus tard, Whitcomb et Snyder reprirent leur ancienne amitié, que l'Indianapolis News décrivit en 1970 comme « amère ». Dans un geste politique musclé après l'élection de Snyder, Whitcomb a détourné les contributions politiques des républicains vers un fonds spécial du bureau du gouverneur et a failli mettre le parti de l'État en faillite. Snyder a par la suite démissionné de son poste de dirigeant et Whitcomb a installé un nouveau président, Jim Neal, un rédacteur en chef de Noblesville, qui est resté amical envers ses positions, mais neutre lors de la convention de 1972. Parallèlement, Whitcomb reprend la collecte des fonds destinés aux caisses du parti d'État. Bowen, pendant ce temps, avait réussi à installer un certain nombre de personnes à des postes clés de direction du comté, ce qui donnait effectivement à son aile du parti un réel contrôle.

#### Les réformes du gouvernement
Malgré les luttes intestines au sein du parti, M. Whitcomb a réussi à faire adopter un certain nombre de projets de loi visant à étendre le réseau routier de l'État, à abroger les lois adoptées pendant les mandats de ses prédécesseurs qui distribuaient des fonds aux gouvernements des comtés et à informatiser à la fois les casiers judiciaires de l'État et son bureau des véhicules automobiles. Un développement constitutionnel important a eu lieu pendant son mandat. Un certain nombre d'amendements constitutionnels ont également été votés au cours de sa campagne électorale, notamment une réorganisation du système judiciaire de l'État, la modification des sessions de l'assemblée législative pour qu'elles aient lieu chaque année plutôt que tous les deux ans, un changement qui permettrait aux gouverneurs de recommencer à exercer des mandats consécutifs et l'inscription d'un ou plusieurs nouveaux postes ministériels dans la constitution. Toutefois, M. Whitcomb ne pouvait pas se présenter pour un second mandat parce qu'il avait été élu en vertu de la version précédente de la constitution. Un autre événement important s'est produit au cours de ses premiers mois de mandat, lorsque la Cour suprême de l'Indiana (en) a jugé que le pocket veto (en) était anticonstitutionnel. Elle a adopté plusieurs projets de loi qui avaient fait l'objet d'un veto par ses prédécesseurs. Whitcomb a demandé que l'Assemblée générale adopte une loi abrogeant toutes les lois qui ont été promulguées en raison de la décision de la Cour suprême, dont certaines dataient de près d'un siècle. L'assemblée a accédé à cette demande et a adopté une abrogation générale.
Les revenus de l'Indiana avaient été problématiques au cours des deux décennies précédant le mandat de M. Whitcomb et avaient nécessité d'importantes augmentations d'impôts pour financer le budget croissant. Whitcomb s'était engagé à ne pas augmenter la charge fiscale de l'État dans sa campagne, mais l'État n'était pas autorisé à s'endetter et devait augmenter ses fonds de réserve. Pour augmenter l'excédent budgétaire, M. Whitcomb s'est engagé dans un certain nombre de mesures de réduction des coûts qui ne nécessitent aucun soutien législatif. Il a créé par décret une commission de soixante chefs d'entreprise chargée d'examiner l'ensemble du fonctionnement du gouvernement de l'État et de recommander des changements pour améliorer son efficacité opérationnelle. Il a utilisé leurs conclusions pour modifier les flux de travail, ce qui a permis de réaliser des économies annuelles de 12 millions de dollars. Ils ont également formulé des recommandations visant à améliorer l'efficacité des taxes de l'État grâce à de meilleures techniques d'audit qui, une fois mises en œuvre, ont permis d'augmenter les recettes de l'État de 8 %. Des économies supplémentaires ont été réalisées lorsqu'en raison de l'amélioration considérable de l'efficacité du gouvernement, moins de personnel a été nécessaire pour effectuer le travail, ce qui a permis à l'État de réduire ses effectifs de 10 %. M. Whitcomb a également réalisé des économies en retenant les augmentations de salaire non obligatoires pour la plupart des employés de l'État.
Les plans d'économie de Whitcomb ont été fortement contestés par le syndicat des enseignants de l'État, les démocrates et une grande partie de l'ensemble des républicains urbains. Le public, cependant, était satisfait des actions de Whitcomb et il a quitté ses fonctions avec une cote d'approbation élevée le 8 janvier 1973. Après avoir quitté ses fonctions, il est retourné à son cabinet d'avocats.

### Carrière post-politique
En 1976, Whitcomb a cherché à obtenir la nomination républicaine au Sénat des États-Unis, mais a été battu aux primaires par le maire d'Indianapolis, Richard Lugar. Il est alors retourné à son cabinet d'avocat privé qui, à son tour, s'est rapidement installé à Seymour, dans l'Indiana. Il a occupé pendant plusieurs années le poste de directeur de la « Mid American World Trade Association » et a accepté un emploi dans une entreprise de médias basée à Indianapolis. Il a également voyagé aux États-Unis pour mettre en place un réseau de stations de radio FM,.
M. Whitcomb a pris sa retraite en 1985, à l'âge de 68 ans. Sa femme et lui ont divorcé en 1986 après trente-trois ans de mariage. Le deuxième livre de Whitcomb, On Celestial Wings, a été publié en 1995. Whitcomb s'est mis à la voile comme passe-temps et a acheté un bateau de 30 pieds. Il a navigué en solitaire autour de la Méditerranée, à travers l'Atlantique et avec Jeff La Dage dans l'océan Pacifique. En 1995, alors qu'il tentait de faire le tour du monde à la voile, son bateau a heurté un récif dans le golfe de Suez et a coulé. Il a été secouru et est rentré aux États-Unis. Il a écrit un livre sur ses expériences de navigation qui a été publié en 2011, intitulé « Cilin II : une odyssée en solitaire ». En 2000, il a acheté une cabane isolée à Rome, dans l'Indiana, sur la rivière Ohio, dans la forêt nationale de Hoosier, et il y a passé la plupart de son temps à jardiner, pêcher et couper du bois de chauffage. Lors de sa dernière interview publique en 2004, il a déclaré à un journaliste qu'il ne lisait jamais le journal et qu'il n'était impliqué dans rien du tout, et qu'il « vivait au paradis ». Il a épousé sa partenaire de longue date Evelyn Gayer lors d'une cérémonie privée à leur domicile en février 2013.
Whitcomb est mort dans son sommeil le 4 février 2016 chez lui à Rome, Indiana, à l'âge de 98 ans. Il est enterré au cimetière de Hayden, dans sa ville natale de Hayden, en Indiana.